# Sioux City
Sioux City (Udtales Su Siti) er en amerikansk by og administrativt centrum i det amerikanske county Woodbury County, i staten Iowa. I 2006 havde byen et indbyggertal på 82.684. Byen er grundlagt i 1854 og ligger i den Nordvestlige del af Iowa ved Missouri-floden.